# 航宇路街道
航宇路街道，是中华人民共和国陕西省榆林市榆阳区下辖的一个乡镇级行政单位。

## 行政区划
航宇路街道下辖以下地区：
航宇路社区、龙洋社区、乡企城社区、松林路社区、明珠社区和榆康路社区。